# Nick Beverley
Nicholas Gerald „Nick“ Beverley (* 21. April 1947 in Toronto, Ontario) ist ein ehemaliger kanadischer Eishockeyspieler, -trainer und -funktionär sowie derzeitiger -scout. Der Verteidiger absolvierte während seiner aktiven Karriere zwischen 1967 und 1980 über 500 Spiele für insgesamt sechs Teams in der National Hockey League (NHL), kam allerdings auch regelmäßig in Minor Leagues zum Einsatz. Anschließend war er unter anderem als General Manager der Los Angeles Kings sowie als Interims-Cheftrainer der Toronto Maple Leafs in der NHL tätig. Seit 2005 fungiert er als Scout der Nashville Predators.

## Karriere

### Als Spieler
Nick Beverley lief in seiner Jugend für die Oshawa Generals in der Ontario Hockey Association auf, der höchsten Juniorenliga seiner Heimatprovinz. Mit dem Team gewann er 1966 die Playoffs um den J. Ross Robertson Cup und erreichte anschließend auch das Endspiel des Memorial Cups, unterlag dort allerdings den Edmonton Oil Kings. Ohne in einem NHL Amateur Draft berücksichtigt worden zu sein, nahmen ihn die Boston Bruins unter Vertrag, für die er im März 1967 sein Debüt in der National Hockey League (NHL) gab. Im Verlauf der folgenden vier Jahre kam der Abwehrspieler allerdings nahezu ausschließlich bei Farmteams der Bruins zum Einsatz, bei den Oklahoma City Blazers in der Central (Professional) Hockey League (C[P]HL) sowie bei den Hershey Bears und Boston Braves in der American Hockey League (AHL). Zur Saison 1972/73 etablierte er sich schließlich im Aufgebot der Bruins, wurde jedoch nach seiner ersten kompletten NHL-Spielzeit im Oktober 1973 im Tausch für Darryl Edestrand an die Pittsburgh Penguins abgegeben. Auch in Pittsburgh war der Kanadier nur eine Spielzeit aktiv, bevor er bereits im Mai 1974 zu den New York Rangers transferiert wurde, während Vic Hadfield im Gegenzug zu den Penguins wechselte.
Die Rangers sollten das Team sein, für das er seine meisten NHL-Einsätze bestritt, so absolvierte er in den nächsten zwei Jahren über 130 Spiele im Trikot der Broadway Blueshirts. Anschließend wurde Beverley im November 1976 samt Bill Fairbairn an die Minnesota North Stars abgegeben, während Bill Goldsworthy nach New York wechselte. Bei den North Stars übernahm er zur Saison 1977/78 das Amt des Mannschaftskapitäns von Bill Hogaboam und verzeichnete im gleichen Jahr mit 21 Scorerpunkten aus 57 Spielen seinen Karriere-Bestwert in der NHL. Dennoch endete seine Zeit in Minnesota abermals nach weniger als zwei Jahren, als er im September 1978 über den Waiver von den Los Angeles Kings verpflichtet wurde. Nach knapp zwei Monaten und sieben Partien bei dem Team, das er später als General Manager betreuen sollte, sandten ihn die Kings im Tausch für ein Viertrunden-Wahlrecht im NHL Entry Draft 1982 zu den Colorado Rockies. Die Rockies sollten das sechste und letzte NHL-Team des Kanadiers darstellen, so wurde er zwar im NHL Expansion Draft 1979 von den Hartford Whalers ausgewählt, jedoch lief sein Vertrag im Sommer aus, sodass er als Free Agent nach Colorado zurückkehren konnte. In der Folge bestritt er in der Saison 1979/80 seine letzte NHL-Spielzeit und erklärte seine Laufbahn anschließend für beendet. Über drei Jahre später bestritt er noch einmal zwei Pflichtspiele für die New Haven Nighthawks in der AHL, als er die Mannschaft als Cheftrainer betreute und kurzfristig als Ersatz einsprang. Insgesamt hatte Beverley 509 NHL-Partien absolviert und dabei 113 Scorerpunkte verzeichnet.

### Als Trainer und Funktionär
Direkt nach dem Ende seiner aktiven Karriere begann Beverley seine Laufbahn als Trainer bei den Houston Apollos aus der CHL, bevor er bereits nach einem Jahr in die NHL zurückkehrte und als Assistent von Cheftrainer Parker MacDonald bei den Los Angeles Kings angestellt wurde. Für die Kings sollte der Kanadier in der Folge über  zehn Jahre in verschiedenen Rollen aktiv sein, so trainierte er von 1982 bis 1985 deren Farmteam aus New Haven und war anschließend drei Jahre als Scout tätig. 1988 wechselte er als Director of Player Personnel ins Management und stieg dort 1990 zum Assistenten von General Manager Rogatien Vachon auf, dessen Position er schließlich 1992 übernahm. Mit ihm als General Manager erreichten die Kings in den Playoffs 1993 das Finale um den Stanley Cup, unterlagen dort allerdings den Canadiens de Montréal.
Zur Saison 1994/95 wechselte Beverley ins Management der Toronto Maple Leafs und kehrte somit in seine Heimatstadt zurück. Auch dort fungierte er als Director of Player Personnel sowie als Director of Professional Scouting, während er in der Spielzeit 1995/96, nach der Entlassung von Pat Burns Anfang März 1996, auch interimsweise die Position des Cheftrainers innehatte. Nach sechs Jahren bei den Maple Leafs war der Kanadier drei weitere Saisons als Assistent von General Manager Mike Smith bei den Chicago Blackhawks tätig. Nach der durch den Lockout ausgefallenen Saison 2004/05 stellten ihn schließlich die Nashville Predators als Scout an, für die er seither tätig ist.

## Erfolge und Auszeichnungen
- 1966 J.-Ross-Robertson-Cup-Gewinn mit den Oshawa Generals

## Karrierestatistik
(Legende zur Spielerstatistik: Sp oder GP = absolvierte Spiele; T oder G = erzielte Tore; V oder A = erzielte Assists; Pkt oder Pts = erzielte Scorerpunkte; SM oder PIM = erhaltene Strafminuten; +/− = Plus/Minus-Bilanz; PP = erzielte Überzahltore; SH = erzielte Unterzahltore; GW = erzielte Siegtore; 1 Play-downs/Relegation; Kursiv: Statistik nicht vollständig)

### NHL-Trainerstatistik
(Legende zur Trainerstatistik: Sp oder GC = Spiele insgesamt; W oder S = erzielte Siege; L oder N = erzielte Niederlagen; T oder U = erzielte Unentschieden; OTL oder OTN = erzielte Niederlagen nach Overtime oder Shootout; Pts oder Pkt = erzielte Punkte; Pts% oder Pkt% = Punktquote; Win% = Siegquote; Resultat = erreichte Runde in den Play-offs)